# Dad’s Dead
Dad’s Dead ist ein österreichischer Horrorfilm aus dem Jahr 2006. Der etwa 40-minütige Film ist der erste in Österreich von einem Handelsunternehmen produzierte Spielfilm und wurde von Media Markt als innovative Werbekampagne produziert. Die Idee dafür stammte vom österreichischen Regisseur David Schalko, der das Drehbuch für diesen Film beisteuerte.

## Handlung
Hannes Brahms Leben ist von Problemen geprägt. Nicht nur seine Arbeitslosigkeit macht ihm zu schaffen, sondern auch seine Ehe steht auf der Kippe. Seine Frau Claudia wirft ihm zudem noch vor, sich nicht einmal um die gemeinsame Tochter Maria zu kümmern. Die Situation spitzt sich zu, als Maria bei einem Besuch in einem Media Markt verschwindet. Die Eltern suchen die Tochter panisch, bis Maria plötzlich im Fernseher auftaucht und Hannes auffordert, sie aus dem Markt zu holen.

## Hintergrund
Mit Dad’s Dead versucht MediaMarkt ein junges Publikum anzusprechen, das mit gewöhnlichen Werbemaßnahmen häufig nur noch schwer zu erreichen ist. Da der Film praktisch komplett in einer MediaMarkt-Filiale spielt, ist er mit so viel Schleichwerbung gespickt, wie es in einem glaubwürdigen, firmenunabhängigen Spielfilm nicht möglich wäre. Zudem wurde die junge Zielgruppe mit Gutscheinen in MediaMarkt-Filialen gelockt, wo über 20.000 Kopien des Films am 8. November und 14. November 2006 erhältlich waren. Dieser Film steht jedoch in keinem Zusammenhang mit dem international mit Beifall begrüßten kurzen Film, Dad’s Dead (2002) von Chris Shepherd.